# Federação Gaúcha de Futebol de Salão
A Federação Gaúcha de Futsal, ou Federação Gaúcha de Futebol de Salão, fundada em 4 de junho de 1956 na cidade de Porto Alegre, é a entidade máxima do Futsal no estado do Rio Grande do Sul. 

## Histórico
A Federação Gaúcha de Futebol de Salão foi fundada no dia 04 de junho de 1956, na Associação Cristã de Moços (ACM) de Porto Alegre pelos clubes Grêmio Náutico Gaúcho, ACM-RS, Americano, Petrópole Tênis Clube, Flórida, Piratas, Nacional, Sogipa e Grêmio Esportivo Sulbanco. O primeiro presidente foi Daniel Alves Oliveira.
Ao longo da sua história, o Futsal Gaúcho se notabilizou por revelar profissionais de primeira linha no futsal nacional. Dirigentes, treinadores e jogadores de alto nível contribuíram para fortalecer o Futsal Gaúcho e Brasileiro.

## Competições
- Campeonato Gaúcho de Futsal: Série Ouro, Série Prata e Série Bronze
- Copa RS de Futsal
- Copa dos Campeões de Futsal
- Copa Abertura Feminina de Futsal

## Títulos

### Seleção Gaúcha de Futsal
- Campeonato Brasileiro de Seleções de Futsal (8): 1977, 1979, 1980, 1989, 1995, 1997, 2003 e 2005.

### Clubes
| INTERNACIONAIS                        | INTERNACIONAIS                            | INTERNACIONAIS | INTERNACIONAIS                | INTERNACIONAIS                      |
|                                       | Competição                                | Títulos        | Equipe                        | Temporadas                          |
| ------------------------------------- | ----------------------------------------- | -------------- | ----------------------------- | ----------------------------------- |
|                                       | Copa do Mundo de Futsal de clubes da FIFA | 5              | Inter/Ulbra                   | 1996                                |
| Carlos Barbosa                        | Copa do Mundo de Futsal de clubes da FIFA | 5              | 2001, 2004 e 2012             |                                     |
| Atlântico                             | Copa do Mundo de Futsal de clubes da FIFA | 5              | 2015                          |                                     |
| CONTINENTAIS                          |                                           |                |                               |                                     |
|                                       | Competição                                | Títulos        | Equipe                        | Temporadas                          |
| Ficheiro:Troféu Copa Libertadores.png | Copa Libertadores de Futsal               | 7              | Internacional                 | 2000                                |
| Ficheiro:Troféu Copa Libertadores.png | Copa Libertadores de Futsal               | 7              | Carlos Barbosa                | 2002, 2003, 2011, 2017, 2018 e 2019 |
| Ficheiro:Troféu Copa Libertadores.png | Copa Libertadores de Futsal               | 7              | Atlântico                     | 2015                                |
| NACIONAIS                             |                                           |                |                               |                                     |
|                                       | Competição                                | Títulos        | Equipe                        | Temporadas                          |
|                                       | Liga Futsal                               | 9              |                               |                                     |
| Internacional                         | Liga Futsal                               | 9              | 1996                          |                                     |
| Ulbra                                 | Liga Futsal                               | 9              | 1998, 2002 e 2003             |                                     |
| Carlos Barbosa                        | Liga Futsal                               | 9              | 2001, 2004, 2006, 2009 e 2015 |                                     |
|                                       | Taça Brasil de Futsal                     | 8              |                               |                                     |
| Enxuta                                | Taça Brasil de Futsal                     | 8              | 1989, 1995 e 1996             |                                     |
| Internacional                         | Taça Brasil de Futsal                     | 8              | 1999                          |                                     |
| Carlos Barbosa                        | Taça Brasil de Futsal                     | 8              | 2001, 2009 e 2016             |                                     |
| Atlântico                             | Taça Brasil de Futsal                     | 8              | 2013                          |                                     |
|                                       | Superliga de Futsal                       | 3              |                               |                                     |
| Ulbra                                 | Superliga de Futsal                       | 3              | 2008                          |                                     |
| Carlos Barbosa                        | Superliga de Futsal                       | 3              | 2011                          |                                     |
| Atlântico                             | Superliga de Futsal                       | 3              | 2013                          |                                     |
|                                       | Supercopa do Brasil de Futsal             | 1              | Carlos Barbosa                | 2017                                |
| REGIONAIS                             |                                           |                |                               |                                     |
|                                       | Competição                                | Títulos        | Equipe                        | Temporadas                          |
|                                       | Liga Sul de Futsal                        | 3              |                               |                                     |
| AABC                                  | Liga Sul de Futsal                        | 3              | 2006                          |                                     |
| Atlântico                             | Liga Sul de Futsal                        | 3              | 2013                          |                                     |
| ALAF                                  | Liga Sul de Futsal                        | 3              | 2014                          |                                     |

## Campeões Estaduais
|    | Campeonato Gaúcho de Futsal - Série Ouro |                                                                   |
| 11 | Carlos Barbosa                           | 1996, 1997, 1999, 2002, 2004, 2008, 2009, 2010, 2012, 2013 e 2015 |
| 8  | Internacional                            | 1976, 1977, 1978, 1980, 1989, 1990, 1998 e 2000                   |
| 5  | Enxuta                                   | 1987, 1988, 1993, 1994 e 1995                                     |
| 5  | Brasil de Pelotas                        | 1963, 1966, 1967, 1968 e 1969                                     |
| 3  | Atlântico                                | 2011, 2014 e 2016                                                 |
| 3  | John Deere                               | 2005, 2006 e 2007                                                 |
| 3  | Walling                                  | 1971, 1972 e 1973                                                 |
| 2  | Ulbra                                    | 2001 e 2003                                                       |
| 2  | Associação La Salle                      | 1981 e 1982                                                       |
| 2  | Caixa Econômica Estadual                 | 1983 e 1984                                                       |
| 2  | Cruzeiro                                 | 1958 e 1959                                                       |
| 1  | Assoeva                                  | 2019                                                              |
| 1  | SER Perdigão                             | 1992                                                              |
| 1  | Itaqui                                   | 1991                                                              |
| 1  | Triches                                  | 1986                                                              |
| 1  | Olympia                                  | 1985                                                              |
| 1  | Sociedade Gondoleiros                    | 1979                                                              |
| 1  | APE                                      | 1975                                                              |
| 1  | Bossa Nova                               | 1974                                                              |
| 1  | Cruzeiro                                 | 1970                                                              |
| 1  | Juventude                                | 1965                                                              |
| 1  | Capinguí                                 | 1964                                                              |
| 1  | Paulista                                 | 1962                                                              |
| 1  | Pelotas                                  | 1961                                                              |
| 1  | Sete de Setembro                         | 1960                                                              |
| 1  | Corinthians                              | 1957                                                              |